# Premier ministre du Québec
Le premier ministre du Québec est le chef du gouvernement au Québec et le président du Conseil des ministres. Officiellement, le premier ministre conseille le lieutenant-gouverneur, représentant du chef d'État dans cette province du Canada. Dans la pratique, le premier ministre est le détenteur du pouvoir exécutif et représente le gouvernement à l'Assemblée nationale.
Le premier ministre du Québec est choisi comme président du Conseil exécutif du Québec par le lieutenant-gouverneur, le représentant du monarque au Québec. De coutume, c'est le chef du parti politique détenant le plus de sièges dans l'Assemblée nationale où il est lui-même député. Si le chef a perdu dans la circonscription électorale où il était candidat lors de l'élection générale, il peut se porter candidat lors d'une élection partielle, après que l'un des députés nouvellement élus de son parti accepte de démissionner pour lui céder sa place ; tel fut le cas de Robert Bourassa en 1985.
Le premier ministre nommé par le lieutenant-gouverneur prête les serments de discrétion et d'office. En tant que député, il est au préalable assermenté comme membre de l'Assemblée nationale : comme il en est la tradition, il prête alors, en présence du secrétaire général de l'Assemblée nationale et du lieutenant-gouverneur de la province, le serment de loyauté envers le peuple du Québec. Bien que traditionnellement le serment doit être réalisé avec une main sur la Bible, son utilisation n'est plus en pratique depuis 1999. Avant le 9 décembre 2022, les députés provinciaux du Québec prêtaient aussi serment de vrai allégeance au roi du Canada. 
Le mandat du premier ministre n'a pas de durée fixe. Les élections à date fixe ont lieu tous les 4 ans, mais tant que le premier ministre a la confiance de la majorité des députés, il reste en poste.

## Historique
La fonction de premier ministre du Québec est instituée le 1er juillet 1867 lors de la création de la Confédération canadienne. Son premier titulaire est Pierre-Joseph-Olivier Chauveau.
La fonction de premier ministre du Québec succède à celle de premier ministre du Canada-Est qui existait sous la période de colonie britannique.
Au cours du temps, le poste de premier ministre du Québec prend de l'importance au sein du gouvernement provincial. En effet, au début de la Confédération, les pouvoirs attribués au lieutenant-gouverneur étaient appliqués. Ce dernier pouvait révoquer les pouvoirs du premier ministre. De nos jours, même si les pouvoirs du lieutenant-gouverneur sont toujours les mêmes depuis 1867, le titulaire de ce poste se garde de pleinement les exercer puisqu'il n'est pas élu.
Trente-deux premiers ministres ont exercé cette fonction durant quarante-trois législatures différentes, sur une période approximative de 155 ans.
En 2012, Pauline Marois est la première femme à avoir occupé ce poste.

## Traitement et résidence

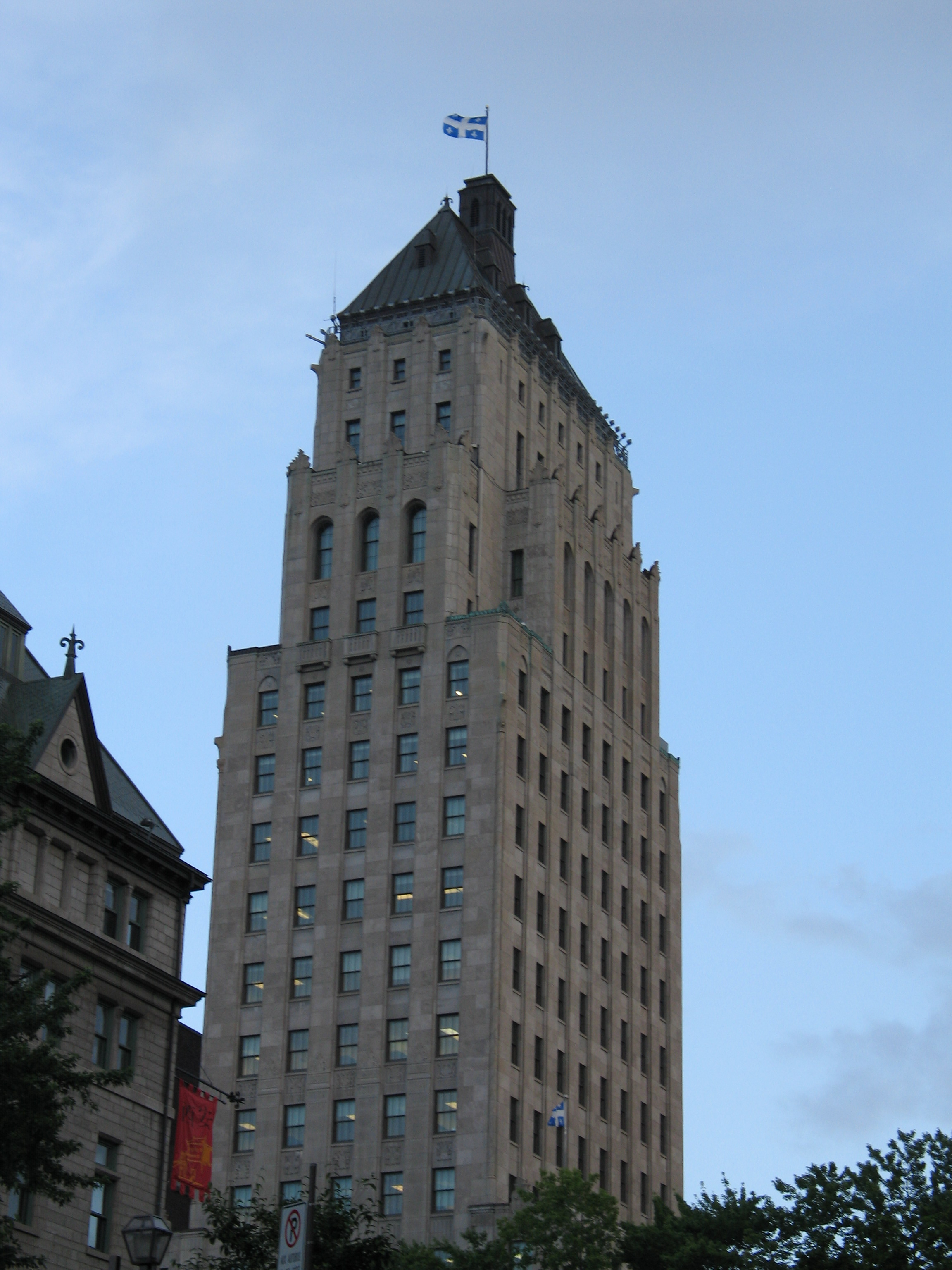
L'édifice Price où se trouve la résidence officielle, aux deux derniers étages.

La rémunération du premier ministre du Québec se compose de deux parties : la première est une indemnité commune à tous les députés de l'Assemblée nationale. En vertu de l'article 1 de la Loi sur les conditions de travail et le régime de retraite des membres de l'Assemblée nationale, l'indemnité annuelle de base est fixée à 131 766 $ (au 7 juin 2023). De plus, tout député exerçant une fonction supplémentaire perçoit une indemnité supplémentaire. Dans le cas du premier ministre, celle-ci correspond à 105 % de son indemnité de base, ce qui totalise 270 120 $ (au 7 juin 2023).
En plus de sa rémunération, le premier ministre, comme les autres députés, a aussi droit à diverses allocations, telles les allocations déplacement (variable selon la circonscription), de gestion de bureau de circonscription, ou de transition, etc. Quant à la résidence officielle à Québec, elle est située dans l'édifice Price depuis 2001. De 1996 à 2001, elle était dans l'édifice H, ou bunker, sur la Grande Allée, et de 1994 à 1996 à l'Élysette, soit le 1080 avenue des Braves (quartier Montcalm).

## Liste des premiers ministres du Québec
| Rang | Rang | Image                                                          | Nom                                                                                                 | Législature(s) et mandat(s)                         | Législature(s) et mandat(s) | Événements | Circonscription                                  |
| ---- | ---- | -------------------------------------------------------------- | --------------------------------------------------------------------------------------------------- | --------------------------------------------------- | --- | --- | ------------------------------------------------ |
|      | 1er  |                                                                | Pierre-Joseph-Olivier Chauveau (30 mai 1820 - 4 avril 1890) (Conservateur)                          | 1re                                                 | 1867-1873 (5 ans, 7 mois et 12 jours) | Les conservateurs sont élus au gouvernement lors de l'élection de 1867 et seront réélus à l'élection de 1871. Chauveau démissionne le 25 février 1873 en raison de sa nomination comme président du Sénat du Canada. | Québec, Capitale-Nationale                       |
| 2e   | 1er  |                                                                | Pierre-Joseph-Olivier Chauveau (30 mai 1820 - 4 avril 1890) (Conservateur)                          |                                                     | 1867-1873 (5 ans, 7 mois et 12 jours) | Les conservateurs sont élus au gouvernement lors de l'élection de 1867 et seront réélus à l'élection de 1871. Chauveau démissionne le 25 février 1873 en raison de sa nomination comme président du Sénat du Canada. | Québec, Capitale-Nationale                       |
|      | 2e   |                                                                | Gédéon Ouimet (2 juin 1823 - 23 avril 1905) (Conservateur)                                          | 1873-1874 (1 an, 6 mois et 26 jours)                | Est élu chef du parti et premier ministre à la suite du départ de Chauveau. Ouimet démissionne le 8 septembre 1874. | Deux-Montagnes, Laurentides |                                                  |
|      | 3e   |                                                                | Charles-Eugène Boucher de Boucherville (4 mai 1822 - 10 septembre 1915) (Conservateur) (1er mandat) | 1874-1878 3 ans, 5 mois et 14 jours                 | Devient chef du Parti conservateur et le parti est reconduit au gouvernement après l'élection de 1875. Démis de ses fonctions en 1878 à la suite d'un conflit avec le lieutenant-gouverneur. | Montarville, Montérégie |                                                  |
| 3e   | 3e   |                                                                | Charles-Eugène Boucher de Boucherville (4 mai 1822 - 10 septembre 1915) (Conservateur) (1er mandat) | 1874-1878 3 ans, 5 mois et 14 jours                 | Devient chef du Parti conservateur et le parti est reconduit au gouvernement après l'élection de 1875. Démis de ses fonctions en 1878 à la suite d'un conflit avec le lieutenant-gouverneur. | Montarville, Montérégie |                                                  |
|      | 4e   |                                                                | Henri-Gustave Joly de Lotbinière (5 décembre 1829 - 16 novembre 1908) (Libéral)                     | 1878-1879 1 an, 7 mois et 23 jours                  | Désigné par le lieutenant-gouverneur le 8 mars 1878. Déjà minoritaire, son parti arrive en 2e place à l'élection 1878 mais accède au gouvernement par un appui des indépendants conservateurs. Son gouvernement est toutefois renversé par le Conseil législatif le 30 octobre 1879.                                                                       | Lotbinière, Chaudière-Appalaches |                                                  |
| 4e   | 4e   |                                                                | Henri-Gustave Joly de Lotbinière (5 décembre 1829 - 16 novembre 1908) (Libéral)                     | 1878-1879 1 an, 7 mois et 23 jours                  | Désigné par le lieutenant-gouverneur le 8 mars 1878. Déjà minoritaire, son parti arrive en 2e place à l'élection 1878 mais accède au gouvernement par un appui des indépendants conservateurs. Son gouvernement est toutefois renversé par le Conseil législatif le 30 octobre 1879.                                                                       | Lotbinière, Chaudière-Appalaches |                                                  |
|      | 5e   |                                                                | Joseph-Adolphe Chapleau (9 novembre 1840 - 13 juin 1898) (Conservateur)                             | 1879-1882 2 ans, 8 mois et 28 jours                 | Désigné à la suite de son élection lors de l'élection partielle du 13 novembre 1879. Son parti est d'abord minoritaire (32/65), puis devient légèrement majoritaire (33, 34) puis obtient ensuite une large majorité gouvernement lors de l'Élections générales québécoises de 1881. Il démissionne le 29 juillet 1882 pour être nommé au cabinet fédéral. | Terrebonne, Lanaudière |                                                  |
| 5e   | 5e   |                                                                | Joseph-Adolphe Chapleau (9 novembre 1840 - 13 juin 1898) (Conservateur)                             | 1879-1882 2 ans, 8 mois et 28 jours                 | Désigné à la suite de son élection lors de l'élection partielle du 13 novembre 1879. Son parti est d'abord minoritaire (32/65), puis devient légèrement majoritaire (33, 34) puis obtient ensuite une large majorité gouvernement lors de l'Élections générales québécoises de 1881. Il démissionne le 29 juillet 1882 pour être nommé au cabinet fédéral. | Terrebonne, Lanaudière |                                                  |
|      | 6e   |                                                                | Joseph-Alfred Mousseau (17 juillet 1837 - 30 mars 1886) (Conservateur)                              | 1882-1884 1 an, 5 mois et 23 jours                  | Nouveau chef du Parti conservateur. Élu à l'élection partielle du 26 août 1882. Annulation de cette élection le 7 mai 1883. Nouvelle élection partielle le 26 septembre 1883. Démissionne à la suite de sa nomination comme juge à la Cour supérieure du Québec le 22 janvier 1884.                                                                        | Jacques-Cartier, Montréal |                                                  |
|      | 7e   |                                                                | John Jones Ross (16 août 1831 - 4 mai 1901) (Conservateur)                                          | 1884-1887 3 ans et 2 jours                          | Devient chef des Conservateurs en 1884. Malgré sa défaite à l'élection de 1886, il ne démissionne que le 25 janvier 1887. | Shawinigan, Mauricie |                                                  |
| 6e   | 7e   |                                                                | John Jones Ross (16 août 1831 - 4 mai 1901) (Conservateur)                                          | 1884-1887 3 ans et 2 jours                          | Devient chef des Conservateurs en 1884. Malgré sa défaite à l'élection de 1886, il ne démissionne que le 25 janvier 1887. | Shawinigan, Mauricie |                                                  |
|      | 8e   | Photo du 8e premier ministre du Québec, Louis-Olivier Taillon  | Louis-Olivier Taillon (26 septembre 1840 - 25 avril 1923) (Conservateur) (1er mandat)               | 1887 (25-29 janvier) 4 jours                        | Élu chef des Conservateurs. Son gouvernement est renversé le 27 janvier 1887. | Montcalm, Lanaudière |                                                  |
|      | 9e   |                                                                | Honoré Mercier (15 octobre 1840 - 30 octobre 1894) (Parti national)                                 | 1887-1891 4 ans, 10 mois et 24 jours                | Désigné plusieurs mois après que son parti eut obtenu la majorité la plus précaire (33/65) à la générale de 1886. Élection partielle le 12 février 1887. Le Parti libéral est réélu à l'élection de 1890. Écarté par le Lieutenant-gouverneur le 16 décembre 1891 sous prétexte de soupçons de corruption à la suite d'une enquête non concluante.         | Saint-Hyacinthe, Montérégie (avant 1890) Bonaventure, Gaspésie (après 1890) |                                                  |
| 7e   | 9e   |                                                                | Honoré Mercier (15 octobre 1840 - 30 octobre 1894) (Parti national)                                 | 1887-1891 4 ans, 10 mois et 24 jours                | Désigné plusieurs mois après que son parti eut obtenu la majorité la plus précaire (33/65) à la générale de 1886. Élection partielle le 12 février 1887. Le Parti libéral est réélu à l'élection de 1890. Écarté par le Lieutenant-gouverneur le 16 décembre 1891 sous prétexte de soupçons de corruption à la suite d'une enquête non concluante.         | Saint-Hyacinthe, Montérégie (avant 1890) Bonaventure, Gaspésie (après 1890) |                                                  |
|      | 3e   |                                                                | Charles-Eugène Boucher de Boucherville (4 mai 1822 - 10 septembre 1915) (Conservateur) (2e mandat)  | 8e                                                  | 1891-1892 11 mois et 25 jours | Désigné. Les Conservateurs remportent l'élection de 1892. Il démissionne le 16 décembre 1892. | Montarville, Montérégie                          |
|      | 8e   | Photo du 8e premier ministre du Québec, Louis-Olivier Taillon  | Louis-Olivier Taillon (26 septembre 1840 - 25 avril 1923) (Conservateur) (2e mandat)                | 8e                                                  | 1892-1896 3 ans, 4 mois et 25 jours | Nouveau chef des conservateurs. Démissionne le 11 mai 1896 pour se présenter au cabinet fédéral. | Chambly, Montérégie                              |
|      | 10e  |                                                                | Edmund James Flynn (16 novembre 1847 - 7 juin 1927) (Conservateur)                                  | 8e                                                  | 1896-1897 1 an et 13 jours | Nouveau chef des conservateurs. Son parti est défait à l'élection de 1897. | Gaspé, Gaspésie                                  |
|      | 11e  |                                                                | Félix-Gabriel Marchand (9 janvier 1832 - 25 septembre 1900) (Libéral)                               | 9e                                                  | 1897-1900 3 ans, 4 mois et 1 jour | Son parti est élu à l'élection de 1897. Meurt en fonction le 25 septembre 1900. | Saint-Jean, Montérégie                           |
|      | 12e  | Photo du 12e premier ministre du Québec, Simon-Napoléon Parent | Simon-Napoléon Parent (12 septembre 1855 - 7 septembre 1920) (Libéral)                              | 9e                                                  | 1900-1905 4 ans, 5 mois et 20 jours | Nouveau chef des Libéraux. Réélu aux élections de 1900 et 1904. Démissionne le 21 mars 1905. | Saint-Sauveur, Capitale-Nationale                |
| 10e  | 12e  | Photo du 12e premier ministre du Québec, Simon-Napoléon Parent | Simon-Napoléon Parent (12 septembre 1855 - 7 septembre 1920) (Libéral)                              |                                                     | 1900-1905 4 ans, 5 mois et 20 jours | Nouveau chef des Libéraux. Réélu aux élections de 1900 et 1904. Démissionne le 21 mars 1905. | Saint-Sauveur, Capitale-Nationale                |
| 11e  | 12e  | Photo du 12e premier ministre du Québec, Simon-Napoléon Parent | Simon-Napoléon Parent (12 septembre 1855 - 7 septembre 1920) (Libéral)                              |                                                     | 1900-1905 4 ans, 5 mois et 20 jours | Nouveau chef des Libéraux. Réélu aux élections de 1900 et 1904. Démissionne le 21 mars 1905. | Saint-Sauveur, Capitale-Nationale                |
|      | 13e  |                                                                | Lomer Gouin (19 mars 1861 - 28 mars 1929) (Libéral)                                                 | 1905-1920 15 ans, 3 mois et 16 jours                | Nouveau chef des Libéraux. Réélu aux élections de 1908, 1912, 1916 et 1919. Premier premier ministre à réaliser plus de deux mandats. Démissionne le 8 juillet 1920. | Montréal no 2, Montréal (avant 1908) Saint-Jean, Montérégie (1912) Portneuf, Capitale-Nationale (après 1908) |                                                  |
| 12e  | 13e  |                                                                | Lomer Gouin (19 mars 1861 - 28 mars 1929) (Libéral)                                                 | 1905-1920 15 ans, 3 mois et 16 jours                | Nouveau chef des Libéraux. Réélu aux élections de 1908, 1912, 1916 et 1919. Premier premier ministre à réaliser plus de deux mandats. Démissionne le 8 juillet 1920. | Montréal no 2, Montréal (avant 1908) Saint-Jean, Montérégie (1912) Portneuf, Capitale-Nationale (après 1908) |                                                  |
| 13e  | 13e  |                                                                | Lomer Gouin (19 mars 1861 - 28 mars 1929) (Libéral)                                                 | 1905-1920 15 ans, 3 mois et 16 jours                | Nouveau chef des Libéraux. Réélu aux élections de 1908, 1912, 1916 et 1919. Premier premier ministre à réaliser plus de deux mandats. Démissionne le 8 juillet 1920. | Montréal no 2, Montréal (avant 1908) Saint-Jean, Montérégie (1912) Portneuf, Capitale-Nationale (après 1908) |                                                  |
| 14e  | 13e  |                                                                | Lomer Gouin (19 mars 1861 - 28 mars 1929) (Libéral)                                                 | 1905-1920 15 ans, 3 mois et 16 jours                | Nouveau chef des Libéraux. Réélu aux élections de 1908, 1912, 1916 et 1919. Premier premier ministre à réaliser plus de deux mandats. Démissionne le 8 juillet 1920. | Montréal no 2, Montréal (avant 1908) Saint-Jean, Montérégie (1912) Portneuf, Capitale-Nationale (après 1908) |                                                  |
| 15e  | 13e  |                                                                | Lomer Gouin (19 mars 1861 - 28 mars 1929) (Libéral)                                                 | 1905-1920 15 ans, 3 mois et 16 jours                | Nouveau chef des Libéraux. Réélu aux élections de 1908, 1912, 1916 et 1919. Premier premier ministre à réaliser plus de deux mandats. Démissionne le 8 juillet 1920. | Montréal no 2, Montréal (avant 1908) Saint-Jean, Montérégie (1912) Portneuf, Capitale-Nationale (après 1908) |                                                  |
|      | 14e  |                                                                | Louis-Alexandre Taschereau (5 mars 1867 - 6 juillet 1952) (Libéral)                                 | 1920-1936 15 ans, 10 mois et 23 jours               | Nouveau chef des Libéraux. Réélu aux élections de 1923, 1927, 1931 et 1935. Démissionne le 1er juin 1936. | Montmorency, Capitale-Nationale |                                                  |
| 16e  | 14e  |                                                                | Louis-Alexandre Taschereau (5 mars 1867 - 6 juillet 1952) (Libéral)                                 | 1920-1936 15 ans, 10 mois et 23 jours               | Nouveau chef des Libéraux. Réélu aux élections de 1923, 1927, 1931 et 1935. Démissionne le 1er juin 1936. | Montmorency, Capitale-Nationale |                                                  |
| 17e  | 14e  |                                                                | Louis-Alexandre Taschereau (5 mars 1867 - 6 juillet 1952) (Libéral)                                 | 1920-1936 15 ans, 10 mois et 23 jours               | Nouveau chef des Libéraux. Réélu aux élections de 1923, 1927, 1931 et 1935. Démissionne le 1er juin 1936. | Montmorency, Capitale-Nationale |                                                  |
| 18e  | 14e  |                                                                | Louis-Alexandre Taschereau (5 mars 1867 - 6 juillet 1952) (Libéral)                                 | 1920-1936 15 ans, 10 mois et 23 jours               | Nouveau chef des Libéraux. Réélu aux élections de 1923, 1927, 1931 et 1935. Démissionne le 1er juin 1936. | Montmorency, Capitale-Nationale |                                                  |
| 19e  | 14e  |                                                                | Louis-Alexandre Taschereau (5 mars 1867 - 6 juillet 1952) (Libéral)                                 | 1920-1936 15 ans, 10 mois et 23 jours               | Nouveau chef des Libéraux. Réélu aux élections de 1923, 1927, 1931 et 1935. Démissionne le 1er juin 1936. | Montmorency, Capitale-Nationale |                                                  |
|      | 15e  |                                                                | Adélard Godbout (24 septembre 1892 - 18 septembre 1956) (Libéral) (1er mandat)                      | 1936 (11 juin - 26 août) 2 mois et 15 jours         | Nouveau chef des libéraux. Son parti est défait à l'élection de 1936. | L'Islet, Bas-Saint-Laurent |                                                  |
|      | 16e  | Photo du 16e premier ministre du Québec, Maurice Duplessis     | Maurice Duplessis (20 avril 1890 - 7 septembre 1959) (Union nationale) (1er mandat)                 | 20e                                                 | 1936-1939 3 ans, 2 mois et 13 jours | Remporte l'élection de 1936, mais retourne dans l'opposition à la suivante. Brise l'hégémonie du Parti libéral qui dure depuis presque 40 ans. | Trois-Rivières, Mauricie                         |
|      | 15e  |                                                                | Adélard Godbout (24 septembre 1892 - 18 septembre 1956) (Libéral) (2e mandat)                       | 21e                                                 | 1939-1944 4 ans, 9 mois et 22 jours | Remporte l'élection de 1939, mais est défait à celle de 1944. | L'Islet, Bas-Saint-Laurent                       |
|      | 16e  | Photo du 16e premier ministre du Québec, Maurice Duplessis     | Maurice Duplessis (20 avril 1890 - 7 septembre 1959) (Union nationale) (2e mandat)                  | 22e                                                 | 1944-1959 15 ans et 8 jours | Élu au gouvernement à l'élection de 1944. Réélu aux élections de 1948, 1952 et de 1956. Meurt en fonction le 7 septembre 1959. | Trois-Rivières, Mauricie                         |
| 23e  | 16e  | Photo du 16e premier ministre du Québec, Maurice Duplessis     | Maurice Duplessis (20 avril 1890 - 7 septembre 1959) (Union nationale) (2e mandat)                  |                                                     | 1944-1959 15 ans et 8 jours | Élu au gouvernement à l'élection de 1944. Réélu aux élections de 1948, 1952 et de 1956. Meurt en fonction le 7 septembre 1959. | Trois-Rivières, Mauricie                         |
| 24e  | 16e  | Photo du 16e premier ministre du Québec, Maurice Duplessis     | Maurice Duplessis (20 avril 1890 - 7 septembre 1959) (Union nationale) (2e mandat)                  |                                                     | 1944-1959 15 ans et 8 jours | Élu au gouvernement à l'élection de 1944. Réélu aux élections de 1948, 1952 et de 1956. Meurt en fonction le 7 septembre 1959. | Trois-Rivières, Mauricie                         |
| 25e  | 16e  | Photo du 16e premier ministre du Québec, Maurice Duplessis     | Maurice Duplessis (20 avril 1890 - 7 septembre 1959) (Union nationale) (2e mandat)                  |                                                     | 1944-1959 15 ans et 8 jours | Élu au gouvernement à l'élection de 1944. Réélu aux élections de 1948, 1952 et de 1956. Meurt en fonction le 7 septembre 1959. | Trois-Rivières, Mauricie                         |
|      | 17e  |                                                                | Paul Sauvé (24 mars 1907 - 2 janvier 1960) (Union nationale)                                        | 1959-1960 3 mois et 23 jours                        | Nouveau chef de l'Union nationale. Meurt en fonction le 2 janvier 1960. | Deux-Montagnes, Laurentides |                                                  |
|      | 18e  |                                                                | Antonio Barrette (26 mai 1899 - 15 décembre 1968) (Union nationale)                                 | 1960 (8 janvier - 5 juillet) 5 mois et 27 jours     | Nouveau chef de l'Union nationale. Son parti est défait à l'élection de 1960. | Joliette, Lanaudière |                                                  |
|      | 19e  |                                                                | Jean Lesage (10 juin 1912 - 12 décembre 1980) (Libéral)                                             | 26e                                                 | 1960-1966 5 ans, 11 mois et 11 jours | Remporte l'élection de 1960. Réélu à l'élection de 1962. Son parti est défait à celle de 1966. | Québec-Ouest, Capitale-Nationale                 |
| 27e  | 19e  |                                                                | Jean Lesage (10 juin 1912 - 12 décembre 1980) (Libéral)                                             |                                                     | 1960-1966 5 ans, 11 mois et 11 jours | Remporte l'élection de 1960. Réélu à l'élection de 1962. Son parti est défait à celle de 1966. | Québec-Ouest, Capitale-Nationale                 |
|      | 20e  |                                                                | Daniel Johnson (père) (9 avril 1915 - 26 septembre 1968) (Union nationale)                          | 28e                                                 | 1966-1968 2 ans, 3 mois et 10 jours | Remporte l'élection de 1966. Meurt en fonction le 26 septembre 1968. | Bagot, Montérégie                                |
|      | 21e  |                                                                | Jean-Jacques Bertrand (20 juin 1916 - 22 février 1973) (Union nationale)                            | 28e                                                 | 1968-1970 1 an, 7 mois et 10 jours | Nouveau chef de l'Union nationale. Son parti est défait à l'élection de 1970. | Missisquoi, Montérégie                           |
|      | 22e  |                                                                | Robert Bourassa (14 juillet 1933 - 2 octobre 1996) (Libéral) (1er mandat)                           | 29e                                                 | 1970-1976 6 ans, 6 mois et 13 jours | Remporte l'élection de 1970. Est réélu à l'élection 1973. Les libéraux sont défaits à l'élection de 1976. | Mercier, Montréal                                |
| 30e  | 22e  |                                                                | Robert Bourassa (14 juillet 1933 - 2 octobre 1996) (Libéral) (1er mandat)                           |                                                     | 1970-1976 6 ans, 6 mois et 13 jours | Remporte l'élection de 1970. Est réélu à l'élection 1973. Les libéraux sont défaits à l'élection de 1976. | Mercier, Montréal                                |
|      | 23e  |                                                                | René Lévesque (24 août 1922 - 1er novembre 1987) (Parti québécois)                                  | 31e                                                 | 1976-1985 8 ans, 10 mois et 8 jours | Son parti est élu à l'élection de 1976. Son gouvernement devient alors le premier qui n'est pas issu de l'Union nationale ou du Parti libéral en presque 80 ans. Son parti est réélu à l'élection de 1981. Démissionne le 20 juin 1985. | Taillon, Montérégie                              |
| 32e  | 23e  |                                                                | René Lévesque (24 août 1922 - 1er novembre 1987) (Parti québécois)                                  |                                                     | 1976-1985 8 ans, 10 mois et 8 jours | Son parti est élu à l'élection de 1976. Son gouvernement devient alors le premier qui n'est pas issu de l'Union nationale ou du Parti libéral en presque 80 ans. Son parti est réélu à l'élection de 1981. Démissionne le 20 juin 1985. | Taillon, Montérégie                              |
|      | 24e  |                                                                | Pierre Marc Johnson (5 juillet 1946 - ) (Parti québécois)                                           | 1985 (3 octobre - 12 décembre) 2 mois et 9 jours    | Nouveau chef du Parti québécois. Son parti est défait à l'élection de 1985. | Anjou, Montréal |                                                  |
|      | 22e  |                                                                | Robert Bourassa (14 juillet 1933 - 2 octobre 1996) (Libéral) (2e mandat)                            | 33e                                                 | 1985-1994 8 ans et 30 jours | Son parti remporte l'élection 1985. Il est élu à l'élection partielle du 20 janvier 1986. Les libéraux sont réélus à l'élection de 1989. Démissionne le 14 septembre 1993. | Saint-Laurent, Montréal                          |
| 34e  | 22e  |                                                                | Robert Bourassa (14 juillet 1933 - 2 octobre 1996) (Libéral) (2e mandat)                            |                                                     | 1985-1994 8 ans et 30 jours | Son parti remporte l'élection 1985. Il est élu à l'élection partielle du 20 janvier 1986. Les libéraux sont réélus à l'élection de 1989. Démissionne le 14 septembre 1993. | Saint-Laurent, Montréal                          |
|      | 25e  |                                                                | Daniel Johnson (fils) (24 décembre 1944 - ) (Libéral)                                               | 1994 (11 janvier - 26 septembre) 8 mois et 15 jours | Nouveau chef du Parti libéral du Québec après la démission de Bourassa. Son parti est défait à l'élection de 1994. | Vaudreuil, Montérégie |                                                  |
|      | 26e  | Photo du 26e premier ministre du Québec, Jacques Parizeau      | Jacques Parizeau (9 août 1930 - 1er juin 2015) (Parti québécois)                                    | 35e                                                 | 1994-1996 1 an, 4 mois et 2 jours | Ministre des Finances dans le gouvernement Lévesque, il est élu chef du Parti québécois en mars 1988. Son parti est élu à l'élection de 1994. Il est le second premier ministre à déclencher une campagne référendaire sur l'indépendance du Québec. Il démissionne le 31 octobre 1995. | L'Assomption, Lanaudière                         |
|      | 27e  |                                                                | Lucien Bouchard (22 décembre 1938 - ) (Parti québécois)                                             | 35e                                                 | 1996-2001 5 ans, 1 mois et 7 jours | Ancien ministre conservateur du gouvernement Mulroney, ancien chef de l'opposition officielle du Canada, en tant que chef du Bloc québécois, il devient le nouveau chef du Parti québécois après la démission de Jacques Parizeau. Élu lors de l'élection partielle du 19 février 1996. Son parti est réélu à l'élection de 1998. Il démissionne le 8 mars 2001. | Jonquière, Saguenay - Lac-Saint-Jean             |
| 36e  | 27e  |                                                                | Lucien Bouchard (22 décembre 1938 - ) (Parti québécois)                                             |                                                     | 1996-2001 5 ans, 1 mois et 7 jours | Ancien ministre conservateur du gouvernement Mulroney, ancien chef de l'opposition officielle du Canada, en tant que chef du Bloc québécois, il devient le nouveau chef du Parti québécois après la démission de Jacques Parizeau. Élu lors de l'élection partielle du 19 février 1996. Son parti est réélu à l'élection de 1998. Il démissionne le 8 mars 2001. | Jonquière, Saguenay - Lac-Saint-Jean             |
|      | 28e  |                                                                | Bernard Landry (9 mars 1937 - 6 novembre 2018) (Parti québécois)                                    | 2001-2003 2 ans, 1 mois et 21 jours                 | Ancien ministre dans tous les gouvernements du Parti québécois, il succède à Lucien Bouchard comme chef du Parti québécois. Son parti est défait à l'élection de 2003. | Verchères, Montérégie |                                                  |
|      | 29e  | Photo du 29e premier ministre du Québec, Jean Charest          | Jean Charest (24 juin 1958 - ) (Libéral)                                                            | 37e                                                 | 2003-2012 9 ans, 4 mois et 21 jours | Ministre de l'Environnement sous Brian Mulroney et ancien vice-premier ministre du Canada dans le cabinet Campbell, il devient chef du Parti libéral en 1998. Son parti ayant été élu à l'élection de 2003, il devient premier ministre le 29 avril 2003, puis est confirmé dans ses fonctions jusqu'au 19 septembre 2012, après avoir été réélu à la tête d'un gouvernement minoritaire aux élections de 2007 et d'un autre majoritaire en 2008. Son parti est défait à l'élection de 2012.                                                                                    | Sherbrooke, Estrie                               |
| 38e  | 29e  | Photo du 29e premier ministre du Québec, Jean Charest          | Jean Charest (24 juin 1958 - ) (Libéral)                                                            |                                                     | 2003-2012 9 ans, 4 mois et 21 jours | Ministre de l'Environnement sous Brian Mulroney et ancien vice-premier ministre du Canada dans le cabinet Campbell, il devient chef du Parti libéral en 1998. Son parti ayant été élu à l'élection de 2003, il devient premier ministre le 29 avril 2003, puis est confirmé dans ses fonctions jusqu'au 19 septembre 2012, après avoir été réélu à la tête d'un gouvernement minoritaire aux élections de 2007 et d'un autre majoritaire en 2008. Son parti est défait à l'élection de 2012.                                                                                    | Sherbrooke, Estrie                               |
| 39e  | 29e  | Photo du 29e premier ministre du Québec, Jean Charest          | Jean Charest (24 juin 1958 - ) (Libéral)                                                            |                                                     | 2003-2012 9 ans, 4 mois et 21 jours | Ministre de l'Environnement sous Brian Mulroney et ancien vice-premier ministre du Canada dans le cabinet Campbell, il devient chef du Parti libéral en 1998. Son parti ayant été élu à l'élection de 2003, il devient premier ministre le 29 avril 2003, puis est confirmé dans ses fonctions jusqu'au 19 septembre 2012, après avoir été réélu à la tête d'un gouvernement minoritaire aux élections de 2007 et d'un autre majoritaire en 2008. Son parti est défait à l'élection de 2012.                                                                                    | Sherbrooke, Estrie                               |
|      | 30e  |                                                                | Pauline Marois (29 mars 1949 - ) (Parti québécois)                                                  | 40e                                                 | 2012-2014 1 an, 7 mois et 4 jours | Ministre sous tous les gouvernements du Parti québécois, dont elle prend la direction le 26 juin 2007, avant de devenir un an plus tard cheffe de l'opposition officielle. À l'issue de l'élection générale de 2012, elle devient, le 19 septembre 2012, la première femme à occuper le poste de première ministre du Québec. N'ayant pas été élue dans son district électoral et son parti étant défait lors de l'élection générale de 2014, elle démissionne de son poste de cheffe du Parti québécois.                                                                       | Charlevoix - Côte-de-Beaupré, Capitale-Nationale |
|      | 31e  |                                                                | Philippe Couillard (26 juin 1957 - ) (Libéral)                                                      | 41e                                                 | 2014-2018 4 ans, 5 mois et 25 jours | Ministre de la Santé de 2003 à 2008 sous le gouvernement de Jean Charest, il succède à ce dernier au titre de chef du Parti libéral du Québec le 17 mars 2013. Remporte l'élection du 7 avril 2014 et devient premier ministre du Québec, le 23 avril 2014. Son parti est défait à l'élection de 2018. | Roberval, Saguenay - Lac-Saint-Jean              |
|      | 32e  |                                                                | François Legault (26 mai 1957 - ) (Coalition avenir Québec)                                         | 42e                                                 | 2018- 6 ans, 8 mois et 27 jours | Ministre de l'Éducation de 1998 à 2002 et ministre de la Santé et des Services sociaux de 2002 à 2003 sous les gouvernements de Lucien Bouchard et Bernard Landry, il cofonde la Coalition avenir Québec le 14 novembre 2011 et en devient le premier chef. Remporte l'élection du 1er octobre 2018 et devient premier ministre du Québec le 18 octobre 2018. Son gouvernement devient alors le premier qui n'est pas issu du Parti québécois ou du Parti libéral en presque 50 ans. Réélu à la tête d'un second gouvernement majoritaire lors de l'élection du 3 octobre 2022. | L'Assomption, Lanaudière                         |
| 43e  | 32e  |                                                                | François Legault (26 mai 1957 - ) (Coalition avenir Québec)                                         |                                                     | 2018- 6 ans, 8 mois et 27 jours | Ministre de l'Éducation de 1998 à 2002 et ministre de la Santé et des Services sociaux de 2002 à 2003 sous les gouvernements de Lucien Bouchard et Bernard Landry, il cofonde la Coalition avenir Québec le 14 novembre 2011 et en devient le premier chef. Remporte l'élection du 1er octobre 2018 et devient premier ministre du Québec le 18 octobre 2018. Son gouvernement devient alors le premier qui n'est pas issu du Parti québécois ou du Parti libéral en presque 50 ans. Réélu à la tête d'un second gouvernement majoritaire lors de l'élection du 3 octobre 2022. | L'Assomption, Lanaudière                         |

« Nombre de premiers ministres et de gouvernements depuis 1867 », sur Assemblée nationale du Québec

### Faits et statistiques
|  | 1. Maurice Duplessis \|\| 18,2 ans           |
|  | 2. Louis-Alexandre Taschereau \|\| 15,10 ans |
|  | 3. Lomer Gouin \|\| 15,3 ans                 |
|  | 4. Robert Bourassa \|\| 14,6 ans             |
|  | 5. Jean Charest \|\| 9,4 ans                 |
|  | 6. René Lévesque \|\| 8,9 ans                |

|  | 1. Pierre Marc Johnson \|\| 70 jours    |
|  | 2. Paul Sauvé \|\| 113 jours            |
|  | 3. Antonio Barrette \|\| 179 jours      |
|  | 4. Daniel Johnson (fils) \|\| 227 jours |
|  | 5. Edmund James Flynn \|\| 378 jours    |
|  | 6. Jacques Parizeau \|\| 489 jours      |

|  | Charles-Eugène Boucher de Boucherville | Charles-Eugène Boucher de Boucherville | Charles-Eugène Boucher de Boucherville | Dès 1874 puis 1891 |
|  | Louis-Olivier Taillon                  | Louis-Olivier Taillon                  | Louis-Olivier Taillon                  | Dès 1887 puis 1892 |
|  | Adélard Godbout                        | Adélard Godbout                        | Adélard Godbout                        | Dès 1936 puis 1939 |
|  | Maurice Duplessis                      | Maurice Duplessis                      | Maurice Duplessis                      | Dès 1936 puis 1944 |
|  | Robert Bourassa                        | Robert Bourassa                        | Robert Bourassa                        | Dès 1970 puis 1985 |

|  | Gédéon Ouimet          |
|  | Joseph-Alfred Mousseau |
|  | Louis-Olivier Taillon  |
|  | Edmund James Flynn     |
|  | Paul Sauvé             |
|  | Antonio Barrette       |
|  | Jean-Jacques Bertrand  |
|  | Pierre Marc Johnson    |
|  | Daniel Johnson (fils)  |
|  | Bernard Landry         |

|  | 1. Robert Bourassa \|\| 36 ans         |
|  | 2. Joseph-Adolphe Chapleau \|\| 39 ans |
|  | 3. Pierre Marc Johnson \|\| 39 ans     |
|  | 4. Adélard Godbout \|\| 43 ans         |
|  | 5. Lomer Gouin \|\| 44 ans             |

|  | 1. Charles-Eugène Boucher de Boucherville \|\| 70 ans |
|  | 2. Maurice Duplessis \|\| 69 ans                      |
|  | 3. Louis-Alexandre Taschereau \|\| 69 ans             |
|  | 4. Félix-Gabriel Marchand \|\| 68 ans                 |
|  | 5. François Legault \|\| 68 ans (en cours)            |

### Anciens premiers ministres vivants
Depuis novembre 2018, six anciens premiers ministres québécois (dont une femme) sont toujours en vie, le plus âgé étant Lucien Bouchard (1996-2001, né en 1938). Les autres sont Pierre Marc Johnson, Daniel Johnson (fils), Jean Charest, Pauline Marois et Philippe Couillard. Le dernier premier ministre à mourir est Bernard Landry (en poste de 2001-2003), qui s'est éteint le 6 novembre 2018 à l'âge de 81 ans.
Félix-Gabriel Marchand (1897-1900), Maurice Duplessis (1936-1939, 1944-1959), Paul Sauvé (1959-1960) et Daniel Johnson (1966-1968) sont décédés au cours de leurs mandats.

## Hommages
La promenade des Premiers-Ministres a été nommée en l'honneur des personnes ayant exercé cette fonction. Elle a été dénommée en 1997 et est situé dans la ville de Québec du côté nord de l'Assemblée nationale du Québec.